# The Genius of Invention
The Genius of Invention hay tên tiếng Việt: Những phát minh thiên tài  là một series phim truyền hình thực tế đã được phát sóng trên BBC Two giữa ngày 24 tháng 2013 và 14 tháng 2013.

## Sản xuất
Vào ngày 23 tháng 8 năm 2013, bộ điều khiển BBC Two Janice Hadlow đã công bố việc đưa vào loạt phim.  Các diễn giả chính của bộ phim này là Mark Miodownik, Cassie Newland và Michael Mosley.

## Các tập phim
1"Power (Năng lượng)"24 tháng 1 năm 20131.60
How Britain uses power through technology.2"Speed (Tốc độ)"31 tháng 1 năm 2013N/A
How the steam locomotive, internal combustion engine và jet engine were invented.3"Communication (Thông tin liên lạc)"7 tháng 2 năm 2013N/A
The formation of machines that allow communication across the globe.4"Visual Image"14 tháng 2 năm 2013N/A
The inventors who discovered how to reproduce still and moving images.
| # | Tiêu đề | Original air date | ANH xem (hàng triệu) |
| - | ------- | ----------------- | -------------------- |